# マイアカワナカウラニ・ルース
マイアカワナカウラニ・ルース（Maiakawanakaulani Roos、2001年7月27日 - ）は、ニュージーランドの女子ラグビー選手。マイア・ルースと表記されることもある。

## プロフィール
- ニュージーランド・オークランド出身[2]。
- ポジションはロック(LO)、フランカー(FL)。
- 身長 179cm、体重 80kg
- 女子ニュージーランド代表キャップは7（2022年11月現在）。

## 略歴
2022年、ラグビーワールドカップ2021の女子ニュージーランド代表に選ばれて、ブラックファーンズ2大会連続優勝に貢献。